# Deese-Roediger-McDermott-Paradigma
Das Deese-Roediger-McDermott-Paradigma (kurz DRM) ist ein experimentelles Paradigma aus der Kognitionspsychologie. Es liefert wichtige Erkenntnisse zu Gedächtnisfehlern, d. h. falschen Erinnerungen, etwas gelernt bzw. erfahren zu haben. Das Paradigma hat sich in der Gedächtnisforschung etabliert. Im weitesten Sinne kann man das Paradigma auch den kognitiven Verzerrungen zuordnen.

## James Deese
Der amerikanische Psychologe James Deese entwickelte 1959 ein Gedächtnisexperiment, bei dem Versuchspersonen Wortlisten mit jeweils 12 verschiedenen Wörtern vorgelesen wurden. Diese Listen beinhalteten Wörter (sog. present words oder items) wie „Injektion“, „Spitze“ und „Schmerz“, jedoch nicht das für die spätere Abfrage wichtige konnotative Wort „Nadel“ (sog. critical lures oder „kritische Wörter“). Dieses konnotative Wort ist mit allen Wörtern der Liste semantisch verbunden. Nachdem er die Liste vorgetragen hatte, mussten die Teilnehmer sich an so viele Wörter wie möglich erinnern. Dafür erhielten sie eine neue Liste mit nun mehr als 12 Wörtern und hatten die Aufgabe, jene Wörter zu markieren, bei denen sie sich sicher waren, diese zuvor gehört zu haben. In dieser neuen Liste tauchten die tatsächlich präsenten Wörter sowie die kritischen Wörter auf.
Die Auswertung der Ergebnisse zeigten, dass 44 % der kritischen Wörter, die nicht vorgelesen wurden, als erinnert genannt wurden. Man spricht hier von einem sogenannten Intrusionsfehler (kognitive Intrusion, nicht zu verwechseln mit Intrusion bei Traumata). Deese schloss daraus, dass die kritischen Wörter eine Aktivierung des assoziativen Gedächtnisses auslösten, die durch die enge semantische Assoziation der präsenten und nicht-präsenten Wörter entstanden ist. Man spricht hier auch von einer Erinnerungsverfälschung.

## Henry L. Roediger und Kathleen B. McDermott
Die Erkenntnisse aus dem Experiment von Deese trafen allerdings zu seiner Zeit auf wenig wissenschaftliches und gesellschaftliches Interesse. Erst als die amerikanischen Psychologen Henry L. Roediger und Kathleen B. McDermott 1995 die Experimente aufgriffen und modifizierten, stieg das inner- und außerwissenschaftliche Interesse.
Roediger und McDermott wählten 6 Wortlisten aus Deeses früherem Experiment aus und entwickelten danach ein weiteres Experiment mit dem gleichen Schwerpunkt. Beim 1. Durchgang wurden den Teilnehmern 6 Wortlisten mit jeweils 12 Wörtern vorgelesen. Diese Wörter waren sich, wie bei Deese, semantisch ähnlich (Beispiel: „Bett“, „Kissen“, „Decke“, aber nicht das Wort „Schlafen“). Die Teilnehmer wurden darauf hingewiesen, sich so viele Wörter wie möglich zu merken. Unmittelbar danach wurden die Teilnehmer aufgefordert, alle Items aufzuschreiben, an die sie sich erinnerten. Nach den 6 Listen gab es eine kurze Ablenkaufgabe; danach hatten die Teilnehmer einen Wiedererkennenstest zu machen. Bei diesem Test wurden je Liste drei gelernte Wörter, vier Ablenker und das kritische Wort, das nicht vorgelesen wurde, aber mit allen Wörtern verwandt war, eingesetzt. Die Aufgabe bestand darin, eine Bewertung der Listenelemente vorzunehmen. Stand auf der Liste zum Beispiel das Wort „Bett“, mussten die Teilnehmer ihre Überzeugung in Punkten ausdrücken („1 = sicher ein neues Wort“ bis „4 = sicher ein altes/gelerntes Wort“). Wieder wurden von den Versuchspersonen 40 % der kritischen, nicht-präsenten Wörter irrtümlicherweise erinnert. Für semantisch unverbundene Wörter betrug diese Wahrscheinlichkeit nur 14 %
Beim zweiten Experiment erstellten Roediger und McDermott 24 eigene Listen mit nun 15 Wörtern pro Liste. Das Experiment hat darüber hinaus weitere Unterschiede, von denen der wichtigste ist, dass die Versuchspersonen bei allen als „sicher“ oder „vermutlich ein altes Wort“ bewerteten Items angeben mussten, ob sie sich tatsächlich daran erinnern, dieses Wort gehört zu haben, oder es lediglich wissen (remember-know nach dem Gedächtnisforscher Tulving). Eine tatsächliche falsche Erinnerung ist um einiges interessanter als ein unklares Wissen. Zudem wurde nur die Hälfte der Listen einem unmittelbaren Abruftest unterzogen. Am Ende des Versuchs wurde die Wiedererkennensleistung und remember/know gemessen. In 55 % der Listen wurde das semantisch verwandte, nicht gelernte Wort beim freien Abruf angegeben. Beim Wiedererinnern stieg diese Wahrscheinlichkeit sogar auf 72 % (81 %, wenn die Liste zusätzlich unmittelbar abgerufen wurde); sie unterscheidet sich nicht von der Wiedererinnernswahscheinlichkeit tatsächlich präsentierter Wörter. In drei Vierteln der Fälle wird dabei angegeben, sich an das kritische Wort tatsächlich zu erinnern. Auch das ähnelt den Ergebnissen für tatsächlich gehörte Wörter.
Die Erinnerungsfehler treten auch dann auch, wenn man den Versuchspersonen den Effekt erklärt.

## Schlussfolgerungen
Deese, Roediger und McDermott wiesen hohe Raten von Intrusionen sowie falsches Wiedererkennen mit hoher subjektiver Sicherheit nach. Ihre Befunde bestärken die Annahme, dass beim Lernen von Wörtern Assoziationen im Gedächtnis zu Gedächtnisfehlern führen. Je mehr die normalen Wörter den kritischen Wörtern ähneln, desto höher ist die Wahrscheinlichkeit, dass das kritische Wort fälschlicherweise als erinnert genannt wird. Es entsteht somit eine Gedächtnisillusion. Die Activation-monitoring-Theorie erklärt die DRM-Illusion als Ergebnis eines zweistufigen Verarbeitungsprozesses. Während der Enkodierung wird das kritische Wort im semantischen Netzwerk durch automatische Erregungsausbreitung, die von den gelernten Items ausgeht, aktiviert und kann deswegen leicht aus dem Gedächtnis abgerufen werden. Auf einer zweiten Stufe wird die Aktivierung des kritischen Wortes subjektiv der falschen Ursache („gelernt“ statt „mitaktiviert“) zugeschrieben. Dies nennt man einen Quellenüberwachungsfehler (source monitoring failure). Dass die Teilnehmer ihre Sicherheit oft hoch einschätzten, ist besonders wichtig für die Bewertungs von Zeugenaussagen in der Rechtswissenschaft.